# Ги I (виконт Лиможа)

Виконтство Лимож на карте Франции 1030 г.

Ги I (фр. Gui Ier de Limoges; ок. 958 — 27 октября 1025) — виконт Лиможа с 988 года. Сын Жеро Лиможского и Ротильды де Бросс.
В 974 году виконт Лиможа Жеро и его сын Ги пошли войной на Адальберта I де Ла Марш и его брата Эли Перигорского, но потерпели поражение. Тогда Ги устроил засаду в Перигорских лесах и захватил братьев в плен. За то время, когда они находились в заключении, Лимож укрепил пограничные замки и значительно упрочил своё военное положение.
Ок. 1000 года Арно Ангулемский, Эли II Перигорский и Бозон II де Ла Марш вторглись в Лимож и осадили замок Бросс. Ги I атаковал их войско и одержал в этой битве победу.
Тогда же виконт потребовал от епископа Перигё Гримоальда назначить его светским аббатом аббатства Брантом. Получив отказ, он приказал схватить епископа, который был помещён в одну из лиможских башен. За Гримоальда вступились соседние князья, и Ги его отпустил, а в 1002 году они помирились.
Хроника Адемара де Шабанна рассказывает, что 30 июня (год не установлен) виконтесса Лиможа Эмма во время паломничества в аббатство Сен-Мишель-ан -Лер была захвачена викингами и провела в заключении в Норвегии 3 года, несмотря на уплаченный за неё выкуп. Освобождена с помощью Ришара II, герцога Нормандии.
В последний период своей жизни Ги передал все военные дела старшему сыну — Адемару.
Он умер 27 октября 1025 года в преклонном возрасте.

## Семья
Жена (с. ок. 980) — Эмма (ум. после 1025), дочь Адемара, виконта де Сегюр. Дети:
- Адемар I, виконт Лиможа
- Жеро (ум. 1022), епископ Лиможа с 1014
- Пьер (ум. после 1025). Был женат на некоей Сюльпиции.
- Фуше (Фульхерий), ум. 1019/1022.